# Mame Gueye
Mame Gueye, né le 27 juillet 1998 à Dakar (Sénégal) est un footballeur international sénégalais évoluant dans le club du Gallia Club Lunel . Il joue au poste d'attaquant.

## Biographie

### En club
Le 14 septembre 2019, il marque un doublé en Ligue des champions de la CAF contre le Zamalek SC (victoire, 2-1).
Le 27 novembre 2020, il signe un contrat de trois ans au Moghreb de Tétouan.
Pour la saison 2023-2024 , Mame Gueye signera au Gallia Club Lunel club de régional 1 française.

### En sélection
Le 21 septembre 2019, il reçoit sa première sélection avec la Sénégal face à la Guinée (victoire, 1-0).